# Nos

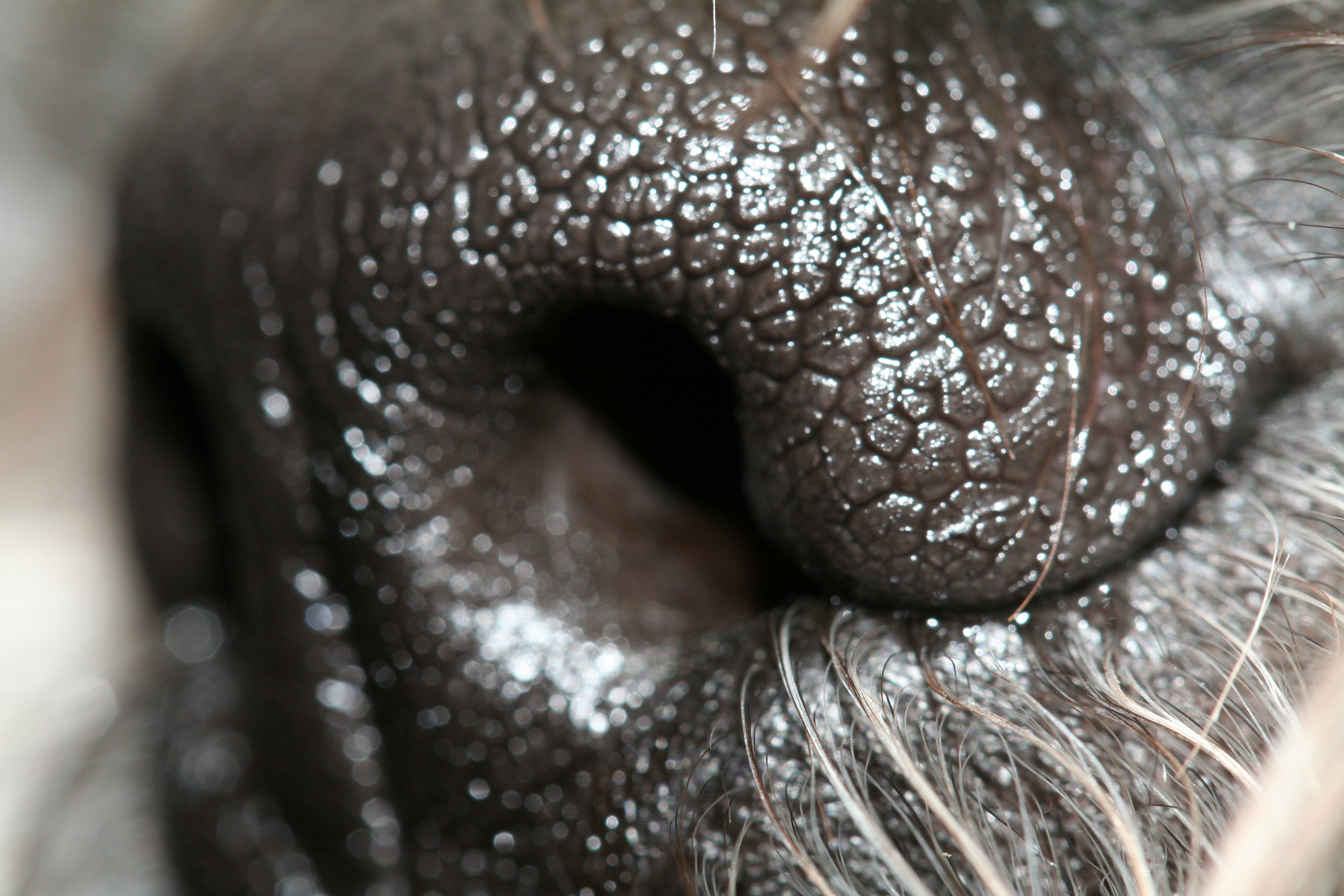
Hundar har en mycket känslig nos.

En nos är den främsta delen av ansiktet hos ryggradsdjur. Hos fiskar leder näsborrarna bara till luktorgan, men när de klev upp på land uppstod ett hål mellan vardera näsborre och munnen, så att de kunde andas luft med stängd mun. Bakom näsan sitter olfaktoriskt slem och bihålorna. Bakom näshålan passerar luften genom svalget, som delas med matsmältningssystemet, och därefter till den resterande delen av respirationssystemet. Hos människor är näsan placerad centralt på ansiktet, medan de flesta andra däggdjurs nos är placerad på dess trynes ovansida.

## Luftkonditionering
Som en gränsyta mellan kroppen och den externa världen utför näsan och de tillhörande strukturerna ofta flera saker som konditionerar den inkommande luften (som att värma eller befukta den). Nosens insida är beklädd med hår vars funktion är att hindra oönskade partiklar från att nå lungorna.

## Känsla av riktning
Hundars våta nos kan uppfatta riktningen som doften kommer ifrån. De sensitiva kalla receptorerna i huden känner var nosen är som mest kyld, vilket är varifrån den specifika doften som djuret just känt kommer från.

## Struktur

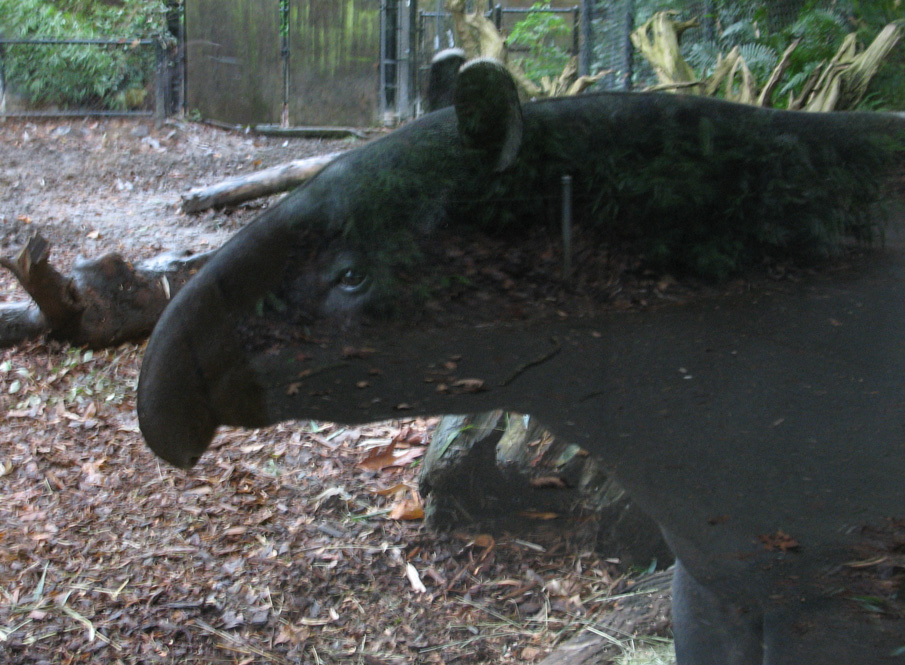
En tapirs näsa

### Fiskar
De primitivaste levande ryggradsdjuren, nejonögonen och pirålar, har bara en näsborre och olfaktorisk påse. Näsborren öppnar sig in i hypofysen. Det är dock nödvändigtvis inte ett primitivt drag, utan ett som kan ha uppstått senare i evolutionen av dessa specifika grupper. Fossilet heterostraci hade exempelvis parvisa näsborrar, och dessa ingick också i en väldigt tidig ryggradsdjursgrupp.
Fiskar har i allmänhet en dålig luktförmåga, som i allmänhet är mindre viktig än smak i akvatiska miljöer. De har dock en nos, även om den, till skillnad från tetrapoderna, inte är sammankopplad med munnen, eller har någon roll i respirationen. Istället består den huvudsakligen av ett par små påsar som ligger bakom näsborrarna på huvudets framsida eller sidor. I många fall är var näsborre tudelad av en skinnbit, vilket gör att vatten kan åka in i nosen genom en sida och ut genom den andra.
Dessa påsar är fodrade med olfaktoriskt epitel, och innehåller ofta ett antal interna veck som ökar ytan. Hos några äkta benfiskar förgrenar sig påsarna till sinusliknande håligheter, medan de hos tofsstjärtfiskar skapar en serie rör. Till skillnad från tetrapoderna innehåller fiskarnas näsepitel inte några slem-utsöndrande celler, då den redan är naturligt fuktig.

### Lungfiskar och amfibier
Hos lungfiskar och amfibier öppnar sig näsborrarna in i små säckar som i sin tur öppnar sig in i munnens främre tak, genom choanerna. Dessa säckar innehåller en liten mängd olfaktoriskt epitel, som hos maskgroddjur även fodrar ett antal närliggande tentakler. Trots den allmänna strukturella likheten med amfibierna används inte lungfiskarnas näsborrar till respiration, då dessa djur andas genom sina munnar. Det anses att gången mellan näsborrarna hos moderna lungfiskar och landryggradsdjur har uppstått oberoende av varandra.
Amfibier har även ett vomeronasalorgan, som fodras av olfaktoriskt epitel, men till skillnad från amnioterna är detta i allmänhet en enkel säck som, förutom hos salamandrar, har litet samband med resten av det nasala systemet.

### Reptiler
Hos reptilerna är näsrummet i allmänhet större, och choanerna är placerade mycket längre bak i muntaket. Hos krokodiler är detta rum ovanligt långt, vilket hjälper djuren att andas medan det delvis är under vatten. Reptilers nasala rum är uppdelat i tre delar: en tidigare vestibul, det huvudsakliga olfaktoriska rummet, och en senare nasofarynx. Det olfaktoriska rummet fodras av olfaktoriskt epitel på dess ovansida och har ett antal nässnäckor som utökar det sensoriska området. Vomeronasalorganet är välutvecklat hos ödlor och ormar, där det inte längre är kopplat till näshålan, utan öppnar sig direkt in i muntaket. Hos sköldpaddor är det mindre, där det fortfarande har dess ursprungliga nasala koppling, och saknas helt hos vuxna krokodiler.

### Fåglar
Fåglar har en nos som liknar reptilernas, där näsborrarna är placerade på näbbens övre bakdel. Då de i allmänhet har en dålig doftuppfattningsförmåga är det olfaktoriska rummet litet, även om det innehåller tre nässnäckor, som emellanåt har en komplex struktur som liknar däggdjurs. Hos många fåglar, som duvor och hönsfåglar, är näsborrarna täckta av en hård skyddande sköld. Fåglars vomeronasalorgan är antingen underutvecklat eller helt frånvarande, beroende på art.

### Däggdjur
Näshålorna är exceptionellt stora hos de flesta däggdjuren, och upptar vanligtvis över hälften av skallens längd. Hos vissa, såsom primater, fladdermöss och valar har nosen dock blivit förminskad, och dessa djur har som ett resultat en ganska dålig luktförmåga. Däggdjurs näshålor har förstorats, delvis, genom utvecklingen av en gom som skär av hela den övre ytan av den ursprungliga munnen, och har som ett resultat därför blivit en del av nosen, vilket fått gommen att forma ett nytt tak till munnen. Den förstorade näshålan innehåller komplexa nässnäckor som formar skruvade rulliknande former som bidrar till att värma luften innan den når lungorna. Håligheten utökas även in i närliggande skallben, vilket skapar ytterligare lufthålor, det vill säga, bihålorna.
Hos valar har nosen reducerats till näsborrarna, som har förflyttats till huvudets ovansida, vilket ger en mer strömlinjeformad kroppsform samt förmågan att andas medan stora delar av djuret är under vatten. Elefantens näsa har till dess motsats utvecklats till ett långt, muskulärt organ, snabeln.
Däggdjurs vomeronasalorgan är i allmänhet likt reptilernas. Hos de flesta arterna är det placerat i näshålans botten, och öppnar sig till en mun via två "rör" som går via gommen, men hos många gnagare öppnar det sig direkt in i nosen. Hos fladdermöss och många primater, däribland människor, finns det inte alls.